# Sarbisheh (Verwaltungsbezirk)
Sarbisheh (persisch شهرستان سربیشه) ist ein Schahrestan in der Provinz Süd-Chorasan im Iran. Er enthält die Stadt Sarbisheh, welche die Hauptstadt des Verwaltungsbezirks ist.

## Demografie
Bei der Volkszählung 2016 betrug die Einwohnerzahl des Schahrestan 40.959. Die Alphabetisierung lag bei 79 Prozent der Bevölkerung. Knapp 30 Prozent der Bevölkerung lebten in urbanen Regionen.
| Zensusjahr | Einwohnerzahl |
| ---------- | ------------- |
| 2011       | 39.487        |
| 2016       | 40.959        |